# A lankadatlan – A Dewey Cox sztori
A lankadatlan: A Dewey Cox sztori (eredeti címe: Walk Hard: The Dewey Cox Story) 2007-es amerikai filmvígjáték, amelyet Jake Kasdan rendezett. A főszerepben John C. Reilly, Jenna Fischer, Tim Meadows és Kristen Wiig látható. A film az életrajzi filmek paródiája, és egy fiktív rocksztár (Reilly) életét meséli el.
A "Dewey Cox" karakter élete párhuzamba állítható olyan neves zenészek életútjával, mint Roy Orbison, Glen Campbell, Bob Dylan, Jerry Lee Lewis, Donovan, John Lennon, James Brown, Jim Morrison, Conway Twitty, Neil Diamond, Hank Williams és Brian Wilson. A filmben Buddy Holly, The Big Bopper, Elvis Presley és a Beatles kitalált verziói is szerepelnek. Egyes zenészek önmaguk szerepében bukkannak fel, például
Eddie Vedder és Ghostface Killah. A film továbbá parodizálja a hetvenes évek punk rockját, illetve David Bowie, Billy Joel és Van Dyke Parks stílusát is.
Az Egyesült Államokban 2007. december 21-én mutatták be. Az évek során kultikus filmmé vált.

## Szereplők
- John C. Reilly: Dewey Cox
- Kristen Wiig: Edith Cox
- Raymond J. Barry: Cox papa
- Margo Martindale: Cox mama
- Jenna Fischer: Darlene Madison Cox
  - Angela Correa: Darlene énekhangja
- Tim Meadows: Sam McPherson
- Chris Parnell: Theo
- Matt Besser: Dave
- Chip Hormess: Nate Cox
  - Jonah Hill: idősebb Nate (nem jelenik meg a neve a stáblistán)[3]
- David "Honeyboy" Edwards: öreg bluesénekes
- David Krumholtz: Schwartzberg
- Craig Robinson: Bobby Shad
- Harold Ramis: L'Chaim
- Simon Helberg: Dreidel L'Chaim
- Philip Rosenthal: Mazeltov
- Martin Starr: Schmendrick
- John Michael Higgins: hangmérnök
- Ed Helms: menedzser
- Jane Lynch: Gail
- Angela Little Mackenzie: Beth Anne
- Skyler Gisondo: Dewford "Dewdrop/Dewey" Cox, Jr.
- Lurie Poston: az egyik Cox gyerek
- Jack McBrayer: DJ
- Nat Faxon: menedzser
- Rance Howard: prédikátor
- Odette Yustman: drogos lány
- Frankie Muniz: Buddy Holly
- John Ennis: The Big Bopper
- Jack White: Elvis Presley
- Adam Herschman: Jerry Garcia
- The Temptations (Otis Williams, Ron Tyson, Terry Weeks, Joe Herndon, Bruce Williamson): önmaguk
- Eddie Vedder: önmaga
- Jackson Browne: önmaga
- Jewel: önmaga
- Ghostface Killah: önmaga
- Lyle Lovett: önmaga
- Gerry Bednob: Maharishi Mahesh Yogi
- Cheryl Tiegs: önmaga

## További szereplők
Az ő neveik nem jelennek meg a stáblistán, vagy csak a rendezői változatban szerepelnek.
- Paul Rudd: John Lennon
- Jack Black: Paul McCartney
- Justin Long: George Harrison
- Jason Schwartzman: Ringo Starr[4]
- Patrick Duffy: önmaga
- Morgan Fairchild: önmaga
- Cheryl Ladd: önmaga[5]
- Don Was: önmaga

## Fogadtatás
A Rotten Tomatoes oldalán 74%-ot ért el 134 kritika alapján. A Metacritic honlapján 63 pontot szerzett a százból, 22 kritika alapján.
Roger Ebert három csillaggal értékelte a négyből.
A Rolling Stone kritikusa, Peter Travers szerint "a paródiafilmekben az a problémás, hogy a viccek hamar elavulnak, és igencsak vegyesek. Viszont amikor betalálnak, akkor nagyot ütnek".
A pozitív kritikák ellenére pénzügyi szempontból bukásnak számított, mindössze 18 millió dolláros bevételt hozott a 35 millió dolláros költségvetéssel szemben.
John C. Reilly-t Golden Globe-díjra 
jelölték a "legjobb színész" és a "legjobb dal" kategóriákban.